# Ken McAuley
Ken McAuley (né le 9 janvier 1921 à Edmonton, dans la province de l'Alberta, au Canada – mort le 18 juin 1992) est un joueur professionnel canadien de hockey sur glace qui évoluait au poste de gardien de but.

## Biographie
McAuley commence sa carrière en jouant avec le Maple Leafs d'Edmonton en 1938-1939 au sein du championnat junior de la ville. Après trois saisons avec les Maple Leafs, il joue la saison 1941-1942 avec les Rangers de Regina puis fait son service militaire au cours de la saison suivante.
En raison de la Seconde Guerre mondiale, de nombreux joueurs de la Ligue nationale de hockey quittent leur club pour s'engager ; McAuley est appelé pour jouer dans les buts de l'équipe lors de la saison 1943-1944 pour les Rangers de New York. Ils terminent derniers de la LNH avec seulement six victoires en cinquante rencontres et en concédant 310 buts au cours de la saison. McAuley a une moyenne de 6,2 buts accordés par match, un record dans la LNH. Au cours d'une seule rencontre contre les Red Wings de Détroit, McAuley encaisse quinze buts alors qu'à l'autre bout de la patinoire, Connie Dion le gardien de Détroit réalise un blanchissage pour la victoire 15-0 des siens.
Le gardien de l'Alberta joue une seconde saison dans la LNH ; il concède 227 buts alors que son équipe se classe une nouvelle fois dernière de la LNH. La Seconde Guerre mondiale étant terminée, les Rangers n'ont plus besoin de McAulay qui retourne jouer au hockey à Edmonton ; il met fin à sa carrière de joueur en 1950. Entre 1952 et 1954, il est entraîneur pour les Oil Kings d'Edmonton.

## Statistiques
| Saison    | Équipe                  | Ligue    |    | Saison régulière | Saison régulière | Saison régulière | Saison régulière | Saison régulière | Saison régulière | Saison régulière | Saison régulière | Saison régulière | Saison régulière |   | Séries éliminatoires | Séries éliminatoires | Séries éliminatoires | Séries éliminatoires | Séries éliminatoires | Séries éliminatoires | Séries éliminatoires | Séries éliminatoires | Séries éliminatoires |
| Saison    | Équipe                  | Ligue    | PJ | V                | D                | Pr/N             | Min              | BC               | Moy              | % Arr            | Bl               | Pun              | PJ               | V | D                    | Min                  | BC                   | Moy                  | % Arr                | Bl                   | Pun                  |                      |                      |
| 1938-1939 | Maple Leafs d'Edmonton  | EHL Jr.  | 11 |                  |                  |                  | 660              | 38               | 3,45             |                  | 0                |                  | -                | - | -                    | -                    | -                    | -                    | -                    | -                    | -                    |                      |                      |
| 1939-1940 | Maple Leafs d'Edmonton  | EHL Jr.  |    |                  |                  |                  |                  |                  |                  |                  |                  |                  |                  |   |                      |                      |                      |                      |                      |                      |                      |                      |                      |
| 1940-1941 | Maple Leafs d'Edmonton  | EHL Jr.  |    |                  |                  |                  |                  |                  |                  |                  |                  |                  |                  |   |                      |                      |                      |                      |                      |                      |                      |                      |                      |
| 1941-1942 | Rangers de Regina       | S-SSHL   | 32 | 11               | 16               | 5                | 1 920            | 110              | 4,14             |                  | 2                |                  | 3                | 0 | 3                    | 180                  | 15                   | 5                    |                      | 0                    |                      |                      |                      |
| 1943-1944 | Rangers de New York     | LNH      | 50 | 6                | 39               | 5                | 2 980            | 310              | 6,24             |                  | 0                |                  | -                | - | -                    | -                    | -                    | -                    | -                    | -                    | -                    |                      |                      |
| 1944-1945 | Rangers de New York     | LNH      | 46 | 11               | 25               | 10               | 2 760            | 227              | 4,93             |                  | 1                |                  | -                | - | -                    | -                    | -                    | -                    | -                    | -                    | -                    |                      |                      |
| 1945-1946 | Flyers d'Edmonton       | WCHL Sr. | 36 | 24               | 10               | 2                | 2 160            | 130              | 3,61             |                  | 0                |                  | 8                | 4 | 4                    | 480                  | 31                   | 3,75                 |                      | 0                    |                      |                      |                      |
| 1946-1947 | Flyers d'Edmonton       | WCHL Sr. | 40 | 22               | 16               | 2                | 2 400            | 138              | 3,45             |                  | 1                |                  | 1                | 0 | 1                    | 60                   | 5                    | 5                    |                      | 0                    |                      |                      |                      |
| 1947-1948 | Quakers de Saskatoon    | WCHL Sr. | 48 | 10               | 36               | 2                | 2 860            | 235              | 4,93             |                  | 0                |                  | -                | - | -                    | -                    | -                    | -                    | -                    | -                    | -                    |                      |                      |
| 1948-1949 | Quakers de Saskatoon    | WCHL Sr. | 6  |                  |                  |                  | 360              | 42               | 7                |                  | 0                |                  | -                | - | -                    | -                    | -                    | -                    | -                    | -                    | -                    |                      |                      |
| 1949-1950 | Dynamiters de Kimberley | WIHL     | 1  | 1                | 0                | 0                | 60               | 2                | 2                |                  | 0                |                  | -                | - | -                    | -                    | -                    | -                    | -                    | -                    | -                    |                      |                      |